# Cockpit (nautisme)
Pour les articles homonymes, voir Cockpit (homonymie).

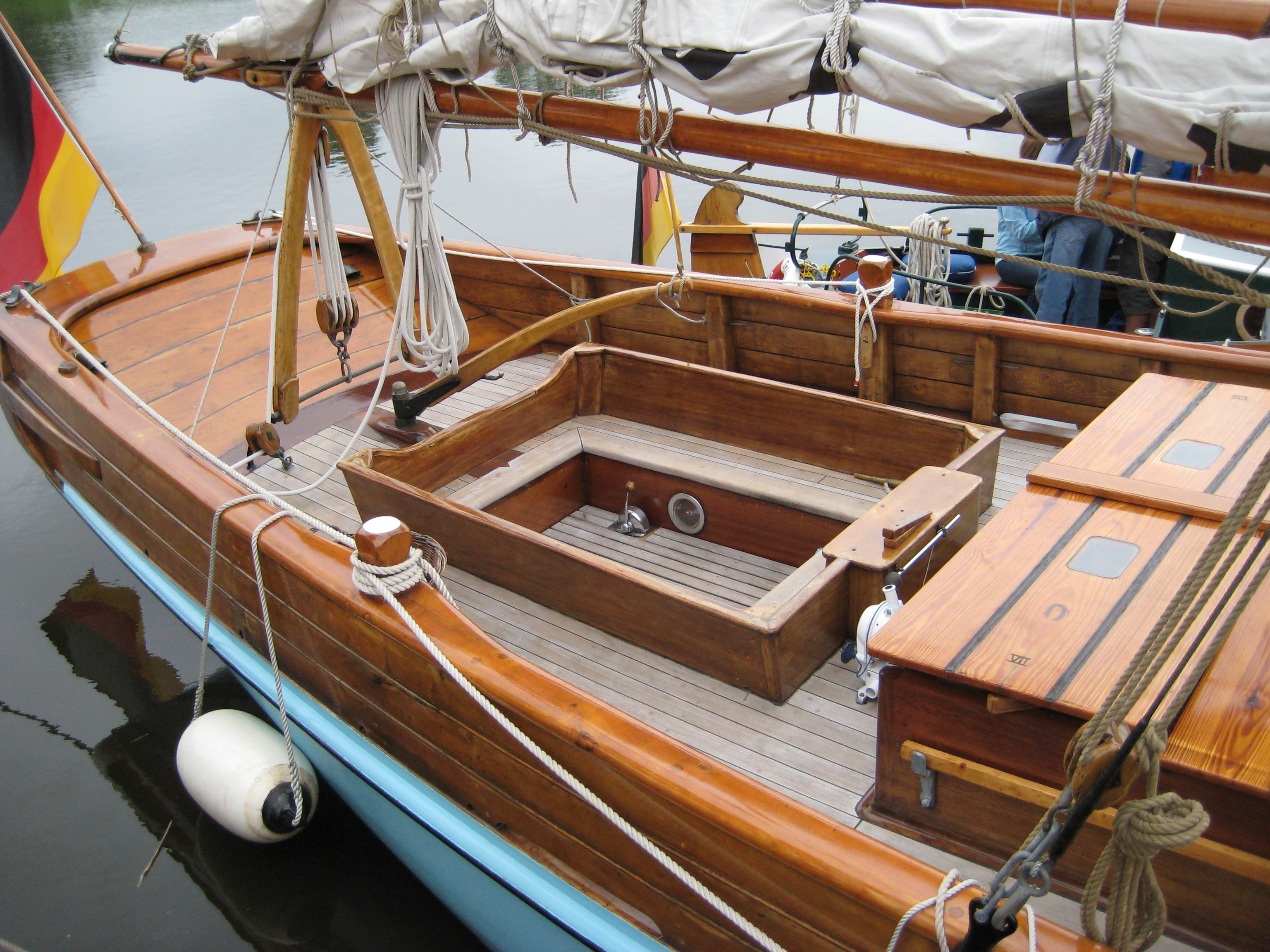
Cockpit d'un voilier de plaisance

Le cockpit d'un bateau de plaisance est un espace extérieur à une cabine d'où l'on gouverne un voilier ou un bateau à moteur. 
Il est situé « en creux » sous le niveau du pont principal, où se tiennent normalement les équipiers de quart chargés de la veille, de la barre et de la manœuvre.
Sur les voiliers non pontés, type dériveur léger, c'est l'espace entre les caissons de flottabilité où se tiennent normalement le barreur et les équipiers (hors rappel et trapèze).
Le terme baignoire a été souvent proposé comme traduction française, notamment par les sous-mariniers  (cf. les mémoires du capitaine de vaisseau L'Herminier), car le  cockpit peut souvent être inondé par un paquet de mer  et tarder à se vider s’il n’est pas muni de dalots de vidange  (cockpit auto-videur, improprement dénommé cockpit étanche).

## Étymologie
Cockpit signifie « fosse aux coqs » (par analogie avec les combats de coqs).
L'origine du terme remonte à la marine de commerce à voile de la fin du XIXe siècle, à l'époque de la transition voile / vapeur.
Les armateurs de voiliers, devant la concurrence accrue et le coût de la main d'œuvre qualifiée embarquent de nombreux élèves officiers sous un statut rappelant celui des stagiaires dans les grandes entreprises modernes : indemnisés mais non salariés, ils ne sont ni officiers, ni matelots (mais effectuent indifféremment les tâches dévolues aux deux corps (point astronomique, tenue de l'estime, des manifestes comptables et inventaires, mais aussi manœuvre courante, barre, entretien et matelotage, etc.).
À cette époque un navire à voile est une micro-société cloisonnée.
Les « classes supérieures » sont les officiers (logés à l'arrière sous la dunette, qui bénéficient de logements individuels, d'une cuisine améliorée et d'un salon particulier, le carré).
Les « prolétaires » sont les matelots, logés à l'extrême avant dans des  dortoirs (postes d’équipage) sous le gaillard (inconfortable et humide quand le navire « pique dans la plume » au tangage, en particulier dans les latitudes des quarantièmes).
La « classe moyenne » se résume à trois personnes : le maître d’équipage, ou bosco, le cuisinier et le charpentier logés dans le petit rouf, au centre du navire.
Sur la fin de la voile, au temps des navires de fer et d’acier, s’y adjoindra un mécanicien, chargé de machines à vapeur auxiliaires (treuils de charge et de manœuvre, pompe de cale, cabestan à vapeur, etc.) .
Le grand mât, au centre du navire constitue une frontière virtuelle mais respectée : les matelots ne s’aventurent en arrière du grand mât que  sur  motif de service (manœuvre, entretien, etc.), comme en témoignent les écrits du commandant Armand Hayet, (Français) ou Alan Villiers (Britannique) mais aussi le titre du livre (Two years before the mast – Deux ans de gaillard d’avant) du romancier américain Richard Dana qui interrompit ses études de droit pour voyager deux ans en qualité de simple matelot avant de les reprendre et de se spécialiser dans le droit maritime et la défense syndicale des matelots exploités.
L’arrivée  des élèves officiers stagiaires (midships dans le monde anglo-saxon, pilotins chez les armateurs français) bouleverse cet ordre social établi car ils n'entrent dans aucune de ces catégories ancestrales : jeunes et chahuteurs, dotés de la mentalité d’un étudiant… et d’une musculature d’athlètes, souvent adeptes d’un instrument de musique, ils n’ont pas leur place à l’arrière, surtout sur les navires anglo-saxons ou scandinaves où le capitaine voyage souvent avec femme et enfants ; cultivés et instruits, ils n’ont pas non plus leur place à l’avant parmi les matelots et pas davantage avec « ceux du petit rouf » souvent âgés et bougons…
Pragmatiques les armateurs anglo-saxons  leur dédient un espace de vie particulier, au milieu du navire — d’où le mot midshipman, homme du milieu du navire, abrégé en midship — dans l’entrepont (sous le pont principal mais au-dessus de la cale à marchandises), donc « en creux » par rapport au pont principal.
Ces locaux, occupés par une jeunesse turbulente et pas toujours maniable sont dénommés fosse aux coqs (cock-pit) par les  officiers, les matelots et les boscos, terme un brin péjoratif dont les midships et pilotins se feront un titre de gloire.
Par la suite le terme a servi à désigner tout espace « en creux »  par rapport au pont principal et servant  à la veille et à  la  manœuvre, comme dans les modernes voiliers de plaisance.